# 75 Dywizjon Artylerii Lekkiej
75 dywizjon artylerii lekkiej (75 dal) – pododdział artylerii lekkiej Wojska Polskiego II RP.

## Formowanie i działania
75 dywizjon artylerii lekkiej nie występował w pokojowej organizacji wojska. Miał być sformowany zgodnie z planem mobilizacyjnym „W”, jako jednostka artylerii odwodu Naczelnego Wodza przez 23 pułk artylerii lekkiej w Będzinie.
W maju 1939 roku, po wejściu w życie poprawionego planu mobilizacyjnego „W”, oddział został przemianowany w dokumentacji na II dywizjon 65 pułku artylerii lekkiej. 
II/65 pal został sformowany, w dniach 24-27 sierpnia 1939 roku, w mobilizacji alarmowej, w grupie jednostek oznaczonych kolorem żółtym. Baterie dywizjonu były uzbrojone w dwanaście 75 mm armat wz. 1897.
W kampanii wrześniowej dywizjon walczył w składzie macierzystego 65 pal.

## Obsada personalna II/65 pal
- dowódca dywizjonu - mjr Franciszek Talarczyk
- adiutant - ppor. rez. Bogusław Piwowarczyk († 20 IX 1939)
- dowódca 4 baterii - por. Jerzy Rudolf Goinka
- dowódca 5 baterii - por. Edward Maciaszczyk
- dowódca 6 baterii - por. Józef Wincenty Łukaszewicz (ciężko ranny 10 IX 1939)